# Каранац
Каранац (мађ. Karancs) је насељено место у Барањи, у саставу општине Кнежеви Виногради, Осјечко-барањска жупанија, Република Хрватска.

## Географски положај
Каранац се налази на јужним падинама Банске косе, четири километра западно од Кнежевих Винограда и шест километара источно од Белог Манастира. Просечна надморска висина износи 114 метара.

## Историја
Каранац се први пут спомиње 1357. године под именом Karancs у повељи угарског краља Људевита. Као насеље које је имало статус краљевског села било је даровано властелину Бесењу Ђорђу (Besenyo Gyorgyu).
У периоду од 1390. до 1428. године краљ Жигмунд Луксембуршки издао је три повеље којима је село даровао оданим властелинима на коришћење и прављање имањем. Постоје и две повеље из 1468. и 1474. године које је издао угарски краљ Матија Корвин. У њима се Каранац више не спомиње као краљевско село, већ као град (var) под именом Karancs var.
Тај Каранац се у оно време налазио западно од данашњег села и био је опкољен шанцима. У њему је била и резиденција властелина Јаноша Понгарца, коме је овај град дарован повељом из 1474. године.
За време турске окупације Барање од 1526. до 1687. године, на простору данашњег Каранца била су три мања села: Арки, Рев и Каранча. Прво је било на брду у једној долини северозападно од данашњег села, где се сад налазе виногради. Село Рев било је смештено у данашњем атару према селу Козарцу. Каранча, као треће село било је и највеће од та три и налазило се на простору на коме данас лежи Каранац. По протеривању Турака, селу је поново враћен мађарски назив Каранча (Karacs).
Недуго после, 1700. године, село Каранац припашће Дарђанском властелинству Ђуле Ветеранија, сина погинулог генерала аустријске војске Фридриха Ветеранија. Њихови потомци продали су властелинство грофу Непомуку Естерхазију, а овај се задужио те му је имање доспело под секвестар. Његов син Казмер често је правио излете у долини Хуњор које се налази у брду изнад Каранца. Он је 1779. дао саградити у селу капелу која је 1830. године претворена у цркву. То је данашња католичка црква посвећена светом Донату.
Због презадужености, последњи власник је био присиљен да прода властелинство војводи Георгу Шамбургу фон Липеу, чији ће потомак продати 1916. године имање продати мађарској аграрној и рентној банци у Будимпешти.

## Становништво
На попису становништва 2011. године, Каранац је имао 926 становника.

### Попис 2001.
На попису становништва 2001. године, насељено место Каранац је имало 1.065 становника, следећег националног састава:
- Хрвати — 429
- Срби — 341
- Мађари — 219
- остали и непознато — 76

### Попис 1991.
На попису становништва 1991. године, насељено место Каранац је имало 1.466 становника, следећег националног састава:
| Попис 1991.‍   | Попис 1991.‍  | Попис 1991.‍ | Попис 1991.‍ | Попис 1991.‍ |
| ------------- | ------------ | ----------- | ----------- | ----------- |
|               |              |             |             |             |
| Срби          | Срби         |             | 551         | 37,58%      |
| Хрвати        | Хрвати       |             | 432         | 29,46%      |
| Мађари        | Мађари       |             | 289         | 19,71%      |
| Југословени   | Југословени  |             | 108         | 7,36%       |
| Немци         | Немци        |             | 34          | 2,31%       |
| Муслимани     | Муслимани    |             | 11          | 0,75%       |
| Румуни        | Румуни       |             | 6           | 0,40%       |
| Словенци      | Словенци     |             | 4           | 0,27%       |
| Црногорци     | Црногорци    |             | 1           | 0,06%       |
| Чеси          | Чеси         |             | 1           | 0,06%       |
| неопредељени  | неопредељени |             | 24          | 1,63%       |
| регион. опр.  | регион. опр. |             | 2           | 0,13%       |
| непознато     | непознато    |             | 3           | 0,20%       |
| укупно: 1.466 |              |             |             |             |